# Oscar's Oasis
Oscar's Oasis es una serie de televisión producida por Screen 21 en participación con Televisión de Cataluña. La serie está basada en la emisión original del show producido por TeamTO y Tuba Entertainment en asociación con Gloob y Synergy Media, y con la participación de Boutique Films y Cake Entertainment en coproducción de TF1, Canal+ Family, Boutique Filmes, téléTOON+ y Canal+. Se transmite en Disney Channel Asia y Disney Channel Europa. En Latinoamérica, esta serie se emitió por Cartoon Network Latinoamérica, TV Cultura y Boomerang Latinoamérica y Canal 11 de México. También, puede verse adicionalmente en Nintendo 3DS, aunque sólo se produjo en Australia y Europa.  C

## Sinopsis
Óscar es un lagarto que vive en un desierto desconocido con características similares al del Sahara, el desierto de Kalahari y los desiertos de América del Norte. Una carretera de asfalto atraviesa la zona y es utilizada de vez en cuando por diversos camiones. En ella hay gran cantidad de toneladas de basura del desierto, y los personajes principales están constantemente explorándola, de forma que encuentran atracciones en las diferentes piezas de basura con las que se encuentran. Óscar suele buscar agua o comida para él, mientras que sus amigos a veces ayudan o dificultan su búsqueda. Algunas veces encuentra líquido en botellas o en el suelo, pero que no puede beber. También come los huevos que, por lo general, trata de robar de un gallinero cercano. Tres amigos inusuales también tienen campamentos en la zona: Popy —una hembra de zorro—, Fennec, Buck —un buitre— y Harchi —una hiena—. Viven en un autobús escolar abandonado. El desierto tiene profundos cañones, en los que a menudo caen los personajes principales, tal como sucede en El Coyote y el Correcaminos.

## Series overview
| Serie | Temporada | Temporada | Segments | Episodios | Episodios | Emisión original | Emisión original |
| Serie | Temporada | Temporada | Segments | Episodios | Episodios | Primera emisión  | Última emisión   |
| ----- | --------- | --------- | -------- | --------- | --------- | ---------------- | ---------------- |
| 1     |           | Pilot     | Pilot    | Pilot     | 2007      | 2007             |                  |
| 1     |           | Shorts    | 0        | 7         | 7         | 2008             | 2009             |
| 2     |           | 1         | 78       | 20        | 20        | 2011             | 2012             |

### Lista de episodios
00 Oasis
01 Panic Attack
02) Egg Race.
03) Finding Water.
04) Baby Doll.
05) Falling in Love.
06)The Fly.
07) Hot Dog Way.
01 Bad Trip
02 Egg Race
03 Finding Water
04 Baby Doll
05 Falling in Love
06 The Fly
07 Hot Dog Way of Life
08 Walking on the Moon
09 Chicken Charmer
10 Oasis cup
11 Home Sweet Home
12 Road Runners
13 Top Gun
14 Beach Dream
15 Blueberry
16 Meerkat Blues
17 Parasol, Parabole and Satellite Dish
18 Barbecue Party
19 Pronto Express
20 Junior!
21 Strike!
22 Cuckoo Horn
23 Fly Force One
24 The Great Escape
25 Rock a Bye Booboo
26 Fluff the Magic Lizard
27 Lost
28 Forbidden Zone
29 Chicken Ace
30 Lizard : wanted
31 Yummi Oscar
32 Mom in Spit of Himself
33 Corn to be Wild
34 Amazing Chicken
35 Power of Love
36 Seventh Heaven
37 Pineapple Chase
38 Sweet Smell Of Success
39 Food Chain
40 Barrel Story
41 Egg Over Easy
42 Forbidden Paradise
43 Scam sandwich
44 Get Out of It
45 Winning Ticket
46 Collector Mania
47 Lucked Out
48 Firefly Flash
49 GodLizard Returns
50 My Bodyguard
51 Touching Bottom
52 Sound Bites
53 Black Run
54 One For All
55 Frost Bitten
56 day of the chicken
57 The Unexpected Hero
58 Busy Day
59 Lizard in the Sky
60 Hiccup and Away
61 Bad Seed
62 Smells Like Trouble
63 Leader of the Pack
64 Momma Croc
65 Toothbrush Tussel
66 Radio Active
67 Sweet Heart
68 Golf Club
69 A Manolo's Best Friend
70 Revenge of the Small Fry
71 He's got Rhythm
72 Roco's Treasure
73 Follyball
74 Down In The Dumps
75 Witness The Fitness
76 Hunt for Red Hot Chilli Pepper
77 For a Fistful of Corn
78 Picture Perfect

## Personajes

### Personajes principales
- Óscar: es el personaje principal de la serie, una pequeña lagartija (o gekko) que siempre se mete en problemas con sus rivales del grupo, que son Harchi, Popy, Buck y las gallinas. Siempre que esta pequeña lagartija quiere encontrar algo de comida, ya sean moscas o agua, todo le sale mal, pues incluso cuando ve algo interesante, sus rivales se lo quitan. Debido a esto, en ocasiones ataca a sus rivales agresivamente para robarles comida.
- Popy: es una zorra Feneco de desierto, líder del grupo, quien da las órdenes a sus amigos. A menudo es egoísta con sus amigos al no compartir con ellos lo que consigue o al dejarle menos lo que ocasionalmente se le revelan o se ponen en su contra. Es la más inteligente y agresiva del grupo.
- Buck: es un buitre, algo tímido y noble con sus amigos, aunque también tiene un comportamiento raro en algunas ocasiones. Es el de las ideas, amigo cercano de Harchi y Popy e, incluso, sabe volar, aunque no se le ve volando en caídas.
- Harchi: es una hiena, no es muy inteligente pero es el más fuerte del grupo, justo el opuesto de Buck. Él realiza el trabajo físico, como mover la carreta cuando intentan robar o perseguir cosas en las persecuciones y evitar que caigan en barrancos. En ocasiones se comporta como un bebé, especialmente cuando se pierde en el desierto con Óscar, a quien ayuda de vez en cuando y con quien se lleva bien. Y en otras tiene muy mal perder cuando juega al golf con sus amigos Popy y Buck, e incluso hace trampas para lograr la victoria.

### Personajes secundarios
- La novia de Óscar: es una lagartija hembra, «novia» de Oscar. Aunque en ocasiones lo rechaza, cuando se trata de comida acepta su amor.
- Mofeta: es un zorrillo molesto que usa sus malos olores para poder robar comida o apoderarse de un lugar, perdiendo contra Óscar ya que él no puede oler sus pestilencias.
- Los Suricatos: son un grupo de tres suricatos que se roban lo que sea en el momento en que Óscar y el Trío tratan de pelear por la comida, el agua o lo que sea.
- Las gallinas: son un grupo de gallinas con ojeras que a menudo persiguen a Óscar por robarse sus huevos.
- Los cocodrilos: son un conjunto de cocodrilos no muy hambrientos, pues han tenido la oportunidad de comerse a Óscar y a otros animales pero no lo han hecho, aunque se molestan mucho si son despertados de su siesta. En ocasiones Óscar los confunde con objetos o incluso plantas.
- Rocco: es el perro de Manolo que cuida la granja y conduce el camión de Manolo.
- Manolo: es el propietario de la granja de gallinas, que siempre está durmiendo, razón por la cual Rocco es el que conduce.